# Гвишиани, Гиорги
Гиорги Гвишиани (груз. გიორგი გვიშიანი; род. 19 ноября 2003) — грузинский футболист, вингер, принадлежит тбилисскому «Динамо».

## Карьера
В 2020 году пришёл в академию тбилисского «Динамо» из тбилисской академии «Сабуртало». В начале 2022 года продлил контракт с тбилисским «Динамо» до конца 2024 года.
В первой половине 2021 года сыграл за вторую команду «Динамо» в 2 матчах розыгрыша Кубка Грузии против «ВИТ-Джорджии» (2:1) и «Гареджи» (0:1). Летом 2021 года был отдан в аренду действовавшему обладателю Кубка тбилисской «Гагре», которая выступала в Эровнули лиге 2. В дебютном матче, против «Гареджи», вышел на замену на 78-й минуте и забил гол, установив окончательный счёт в игре (3:0). В июле играл в матчах квалификации Лиги конференций против черногорской «Сутьески» (0:1, 1:1). Помог «Гагре» выйти в Эровнули лигу, участвуя в том числе в переходных матчах против «Шукуры» (0:0, 1:0). В 2022 году сыграл в 2 матчах чемпионата за «Динамо» (дебютировал 9 марта в матче с «Сиони»), а затем вновь был отдан в аренду «Гагре», играл в регулярном чемпионате и в переходных матчах, по итогам которых команда сохранила место в чемпионате Грузии, переиграв «Спаери» (2:0, 1:3 в дополнительное время).
В 2023 году играл в Эровнули лиге за «Самтредиа» и, с сентября, за клуб второго по уровню венгерского дивизиона «Тисакечке» из одноимённого города.
Играл за сборные Грузии из игроков до 17 и до 19 лет, в том числе в отборочных матчах соответствующих турниров чемпионатов Европы.

## Статистика
| Выступление          | Выступление      | Выступление      | Лига | Лига | Кубки | Кубки | Перех. | Перех. | Еврокубки | Еврокубки | Итого | Итого |
| Клуб                 | Лига             | Сезон            | Игры | Голы | Игры  | Голы  | Игры   | Голы   | Игры      | Голы      | Игры  | Голы  |
| -------------------- | ---------------- | ---------------- | ---- | ---- | ----- | ----- | ------ | ------ | --------- | --------- | ----- | ----- |
| Динамо (Тбилиси)     | I                | 2022             | 2    | 0    | 0     | 0     | 0      | 0      | 0         | 0         | 2     | 0     |
| Динамо (Тбилиси)     | Итого            | Итого            | 2    | 0    | 0     | 0     | 0      | 0      | 0         | 0         | 2     | 0     |
| → Динамо-2 (Тбилиси) | IV               | 2021             | —    | —    | 2     | 0     | —      | —      | —         | —         | 2     | 0     |
| → Динамо-2 (Тбилиси) | Итого            | Итого            | 0    | 0    | 2     | 0     | 0      | 0      | 0         | 0         | 2     | 0     |
| → Гагра (Тбилиси)    | II               | 2021             | 13   | 4    | 1     | 0     | 2      | 0      | 2         | 0         | 18    | 4     |
| → Гагра (Тбилиси)    | I                | 2022             | 17   | 1    | 0     | 0     | 2      | 0      | —         | —         | 19    | 1     |
| → Гагра (Тбилиси)    | Итого            | Итого            | 30   | 5    | 1     | 0     | 4      | 0      | 2         | 0         | 37    | 5     |
| → Самтредиа          | I                | 2023             | 9    | 1    | 0     | 0     | —      | —      | —         | —         | 9     | 1     |
| → Самтредиа          | Итого            | Итого            | 9    | 1    | 0     | 0     | 0      | 0      | 0         | 0         | 9     | 1     |
| → Тисакечке          | II               | 2023/24          | 3    | 0    | 1     | 0     | —      | —      | —         | —         | 4     | 0     |
| → Тисакечке          | Итого            | Итого            | 3    | 0    | 1     | 0     | 0      | 0      | 0         | 0         | 4     | 0     |
| Всего за карьеру     | Всего за карьеру | Всего за карьеру | 44   | 6    | 4     | 0     | 4      | 0      | 2         | 0         | 54    | 6     |

Данные по «Динамо-2» — неполные, команда в сезоне 2021 играла в Лиге 4, 2022 — Лиге 3, 2023 — Эровнули лиге 2.